# 最佳年度作品獎 (傳藝金曲獎)
傳藝金曲獎最佳年度作品獎是由國立傳統藝術中心在臺灣舉辦的現行頒發獎項。

## 歷屆得獎暨入圍名單
|  | 獲獎者 |

### 最佳團體年度演出獎（第25屆～第32屆）
| 年份 （屆次）   | 入圍作品                                                 |
| --------------- | -------------------------------------------------------- |
| 2014 （第25屆） | 臺北木偶劇團 《水滸傳之盧俊義》                          |
| 2014 （第25屆） | 榮興客家採茶劇團／《客家大戲--楚漢相爭「霸王虞姬」》     |
| 2014 （第25屆） | 一心戲劇團／《斷袖》                                     |
| 2014 （第25屆） | 台北新劇團／《知己》                                     |
| 2014 （第25屆） | 二分之一Q劇場／《情書》                                  |
| 2015 （第26屆） | 榮興客家採茶劇團 《客家大戲<背叛>》                      |
| 2015 （第26屆） | 唐美雲歌仔戲團／《狐公子綺譚》                           |
| 2015 （第26屆） | 蘭庭崑劇團／《又見百變崑生經典系列－袖珍小全本<金不換>》 |
| 2015 （第26屆） | 尚和歌仔戲劇團／《不負如來不負卿》                       |
| 2016 （第27屆） | 唐美雲歌仔戲團 《春櫻小姑-回憶的迷宮》                   |
| 2016 （第27屆） | 薪傳歌仔戲劇團／《李三娘》                               |
| 2016 （第27屆） | 國立臺灣戲曲學院京劇團／《傳奇京劇-化人遊》              |
| 2016 （第27屆） | 榮興客家採茶劇團／《客家大戲-潛園風月》                  |
| 2016 （第27屆） | 真雲林閣掌中劇團／《傲氣之珠 幽冥節度使》                |
| 2017 （第28屆） | 唐美雲歌仔戲團 《風從何處來》                            |
| 2017 （第28屆） | 薪傳歌仔戲劇團／《王魁負桂英》                           |
| 2017 （第28屆） | 唐美雲歌仔戲團／《冥河幻想曲》                           |
| 2017 （第28屆） | 榮興客家採茶劇團／《客家大戲<六國封相－蘇秦>》           |
| 2017 （第28屆） | 春美歌劇團／《彼時我在等你》                             |
| 2018 （第29屆） | 真快樂掌中劇團 《孟婆．湯》                              |
| 2018 （第29屆） | 薪傳歌仔戲劇團／《俠女英雄傳》                           |
| 2018 （第29屆） | 唐美雲歌仔戲團／《佘太君掛帥》                           |
| 2018 （第29屆） | 秀琴歌劇團／《蘇乞兒》                                   |
| 2018 （第29屆） | 李清照私人劇團感傷動作派／《馬伯司氏》                   |
| 2019 （第30屆） | 唐美雲歌仔戲團 《夜未央》                                |
| 2019 （第30屆） | 正在動映有限公司／《1399趙氏孤兒》                       |
| 2019 （第30屆） | 正明龍歌劇團／《What's 黑盆》                            |
| 2019 （第30屆） | 台北新劇團／《渭南之戰》                                 |
| 2019 （第30屆） | 春美歌劇團／《聶采霞的心》                               |
| 2020 （第31屆） | 唐美雲歌仔戲團、高雄市國樂團 《月夜情愁》                |
| 2020 （第31屆） | 真快樂掌中劇團／《一丈青》                               |
| 2020 （第31屆） | 秀琴歌劇團／《安平追想曲》                               |
| 2020 （第31屆） | 榮興客家採茶劇團／《客家大戲-地獄變》                    |
| 2020 （第31屆） | 一心戲劇團／《當迷霧漸散》                               |
| 2021 （第32屆） | 唐美雲歌仔戲團 《光華之君》                              |
| 2021 （第32屆） | 榮興客家採茶劇團／《一夜新娘一世妻》                     |
| 2021 （第32屆） | 當代傳奇劇場／《李爾在此》                               |
| 2021 （第32屆） | 好劇團／《杜子春》                                       |
| 2021 （第32屆） | 春美歌劇團、金枝演社劇團／《雨中戲臺》                   |
| 2021 （第32屆） | 薪傳歌仔戲劇團／《昭君‧丹青怨》                          |

### 最佳年度作品獎（第33屆～至今）
| 年份 （屆次）                                    | 入圍作品                                                           |
| ------------------------------------------------ | ------------------------------------------------------------------ |
| 2022 （第33屆）                                  | 真快樂掌中劇團 《王爺飯》                                          |
| 2022 （第33屆）                                  | 唐美雲歌仔戲團／《2021天鵝宴》                                     |
| 2022 （第33屆）                                  | 國立臺灣戲曲學院／《左伯桃》                                       |
| 2022 （第33屆）                                  | 薪傳歌仔戲劇團／《望鄉之夜》                                       |
| 2022 （第33屆）                                  | 一心戲劇團／《當時月有淚》                                         |
| 2023 （第34屆）                                  | 挽仙桃劇團 《文武天香》                                            |
| 2023 （第34屆）                                  | 唐美雲歌仔戲團／《冥遊記─帝王之宴》                                |
| 2023 （第34屆）                                  | 不貳偶劇／《戲頭》                                                 |
| 2023 （第34屆）                                  | 臺北木偶劇團／《水鬼請戲》                                         |
| 2023 （第34屆）                                  | 明華園天字戲劇團、莎士比亞的妹妹們的劇團／《無題島：孽種與魔法師》 |
| 2024 （第35屆）                                  | 秀琴歌劇團 《鳳凰變》                                              |
| 2024 （第35屆）                                  | 唐美雲歌仔戲團／《臥龍：永遠的彼日》                               |
| 2024 （第35屆）                                  | 臺北海鷗劇場／《國姓之鬼》                                         |
| 2024 （第35屆）                                  | 臺北木偶劇團／《得時の夢》                                         |
| 2024 （第35屆）                                  | 窮劇場、江之翠劇場／《感謝公主》                                   |
| 2024 （第35屆）                                  | 榮興客家採茶劇團／《蘭芳傳》                                       |
| 2025 （第36屆）                                  |                                                                    |
| 集藝戲坊／《源•緣》                              |                                                                    |
| 唐美雲歌仔戲團／《孟婆客棧：冥星雙飛俠》         |                                                                    |
| 臺北木偶劇團／《五行金沙誅仙陣》                 |                                                                    |
| 二分之一Q劇場／《青姬》                          |                                                                    |
| 義興閣掌中劇團／《豆花公劇場版──拍斷手骨顛倒勇》 |                                                                    |

## 外部連結
- 國立傳統藝術中心 （页面存档备份，存于）
- 第35屆傳藝金曲獎 （页面存档备份，存于）
- 傳藝金曲獎的Facebook專頁